# کانویر سی-۱۳۱ ساماریتن
کانویر سی-۱۳۱ ساماریتن(به انگلیسی: Convair C-131 Samaritan) یک هواپیمای ترابری نظامی دو موتوره آمریکایی است که از سال ۱۹۵۴ تا ۱۹۵۶ توسط کانویر تولید شد. این هواپیما، نسخه نظامی از خانواده هواپیماهای مسافربری کانویر سی‌وی-۲۴۰ است.

## کاربران
پاراگوئه
- نیروی هوایی پاراگوئه یک فروند کانویر سی-۱۳۱دی متعلق به نیروی هوایی ایالات متحده سابق را در اختیار دارد.[۳]

 ایالات متحده آمریکا
- نیروی هوایی ایالات متحده نسخه های T-29 و C-131 را در اختیار داشت.
- نیروی دریایی ایالات متحده نسخه های R4Y/C-131 و T-29 را در اختیار داشت.
- گارد ساحلی ایالات متحده نسخه R4Y/C-131 را در اختیار داشت.
- ناسا

## مشخصات فنی (سی-۱۳۱بی)
داده‌ها از United States Military Aircraft since 1909
ویژگی‌های عمومی
- خدمه: چهار
- ظرفیت: ۴۸ مسافر
- طول: ۷۹ فوت ۲ اینچ (۲۴٫۱۴ متر)
- پهنای بال: ۱۰۵ فوت ۴ اینچ (۳۲٫۱۱ متر)
- ارتفاع: ۲۸ فوت ۲ اینچ (۸٫۵۹ متر)
- مساحت بال‌ها: ۹۲۰ فوت مربع (۸۵٫۵ متر مربع)
- وزن خالی: ۲۹٬۲۴۸ پوند (۱۳٬۲۹۴ کیلوگرم)
- بیشترین وزن برخاست: ۴۷٬۰۰۰ پوند (۲۱٬۳۶۳ کیلوگرم)
- پیشرانه: ۲ عدد موتور ۱۸ سیلندر هوا خنک شعاعی پرت اند ویتنی آر-۲۸۰۰-۹۹ «دوبل واسپ», ۲٬۵۰۰ hp (۱٬۸۶۵ kW)  در هر موتور

عملکرد
- حداکثر سرعت: ۲۹۳ مایل بر ساعت (۴۷۲ کیلومتر بر ساعت، ۲۵۵ گره)
- سرعت کروز: ۲۵۴ مایل بر ساعت (۴۰۹ کیلومتر بر ساعت، ۲۲۱ گره)
- بُرد: ۴۵۰ مایل (۷۲۵ کیلومتر، ۳۹۱ مایل دریایی)
- حداکثر ارتفاع: ۲۴٬۵۰۰ فوت (۷٬۴۷۰ متر)
- نرخ صعود: ۱٬۴۱۰ فوت بر دقیقه (۷٫۲ متر بر ثانیه)

## همچنین ببینید
- هواگرد ترابری نظامی

توسعه مرتبط
- Canadair CC-109 Cosmopolitan
- خانواده کانویر سی‌وی-۲۴۰

هواگردهای با عملکرد، پیکربندی و یا دوره زمانی مشابه
- Airspeed Ambassador
- Vickers VC.1 Viking

فهرست‌های مرتبط
- List of military aircraft of the United States
- List of United States Navy aircraft designations (pre-1962)